# Platja de Sant Miquel
Platja de Sant Miquel är en strand i Spanien.   Den ligger i provinsen Província de Barcelona och regionen Katalonien, i den östra delen av landet, 500 km öster om huvudstaden Madrid.